# Bank of America
Bank of America, «Бэнк оф Америка», Банк Америки — американский финансовый конгломерат, оказывающий широкий спектр финансовых услуг частным и юридическим лицам. Входит в четвёрку крупнейших банков США, наряду с Citigroup, Wells Fargo и JPMorgan Chase. Крупнейшая банковская холдинговая компания в США по размеру активов, занимает 6-е место среди крупнейших компаний мира по версии Forbes (2018 год). С 2011 года входит в число системно значимых банков. Несмотря на достаточно широкую сеть зарубежных представительств, основным регионом деятельности являются США, в первую очередь штат Калифорния; зарегистрирована в штате Делавэр под названием Bank of America Corporation.
Образовался в 1998 году в результате слияния калифорнийского BankAmerica с NationsBank из Северной Каролины. В 2008 году Bank of America поглотил инвестиционный банк Merrill Lynch.

## История

### Банк Италии (Калифорния)
В 1904 году сын итальянских эмигрантов Амадео Джаннини основал в Сан-Франциско банк под названием Bank of Italy, предназначенный для работы среди многочисленных итальянских эмигрантов. Банк Италии проявил большую активность по восстановлению Сан-Франциско после катастрофического землетрясения 1906 года. Джаннини применил несколько инноваций в банковской сфере, в частности, он одним из первых сделал упор на обслуживание «среднего класса». Его банк рос быстрее любого другого банка Калифорнии, активы с 1910 по 1920 год выросли с $6,5 млн до $157 млн, было открыто большое количество отделений, но с созданием в 1913 году Федеральной резервной системы на открытие новых отделений были наложены ограничения, для обхода которых Джаннини создал ещё несколько банков, объединявшихся холдинговой компанией BancItaly. В 1927 году ограничения были сняты, и все свои банки Джаннини объединил в Bank of America of California; помимо большой сети в Калифорнии этот банк включал отделения в штатах Вашингтон, Орегон, Невада и Аризона, нью-йоркский банк Bowery and East River National Bank и сеть отделений в Италии. В 1928 году он создал ещё одну финансовую компанию, Transamerica Corporation, рассчитывая сделать её доминирующей на всей территории США. В 1929 году он осуществил слияние своего банка с расположенным в Нью-Йорке инвестиционным банком Blair and Company, который возглавлял Элиша Уолкер (англ. Elisha Walker); в этот год активы Банка Америки пересекли отметку в миллиард долларов. В 1930 году Джаннини объединил две свои финансовые системы под названием Bank of America National Trust and Savings Association и передал руководство Элише Уолкеру. Однако его уход на пенсию был недолгим, в 1931 году он узнал, что Уолкер собирается ликвидировать его банк; Джаннини удалось убедить акционеров вернуть ему руководство.
К 1936 году Bank of America стал четвёртым крупнейшим финансовым институтом в США (и вторым крупнейшим сберегательным банком), активы достигли $2,1 млрд. Этому способствовали такие инновации в банкинге, как выдача кредитов на покупку жилья, новых и подержанных автомобилей, потребительские кредиты на небольшие суммы (от 50 долларов). За годы Второй мировой войны Банк Америки почти удвоил свой размер, с активами в $5 млрд в 1945 году он стал крупнейшим банком в мире, обойдя Chase Manhattan. После отставки в 1945 году Амадео Джаннини дело продолжил его сын Лоренс Джаннини, ставший президентом банка ещё в 1936 году. Отец умер в 1949-м, сын пережил его всего на три года. Под руководством нового главы, Кларка Байза (англ. Clark Beise) началась децентрализация Банка Америки (отделения получили больше свободы), что привело к значительному росту, к 1960 году активы банка достигли $11,9 млрд.
Банк Америки развивался независимо от других крупных банков США, контролировавшихся влиятельными семьями, и его успехи вызывали у конкурентов немалое раздражение. Уже с 1937 года предпринимались попытки раздробить Банк Америки, и в 1953 году регуляторы (по инициативе конкурентов) постановили разделить Transamerica Corporation и Bank of America на отдельные компании в соответствии с антимонопольным Законом Клейтона 1914 года. В 1956 году был принят Закон о банковских холдинговых компаниях), по которому от Transamerica Corporation в 1957 году была отделена First Interstate Bancorp (первая могла заниматься только страхованием, во вторую была выделена банковская деятельность). Тем не менее Банк Америки продолжал развиваться. С 1958 года он начал выпускать первые успешные кредитные карты, BankAmericard, из которых выросли современные карты VISA. К 1961 году все банковские операции были компьютеризированы. Также в это время он стал одним из четырёх банков США с существенной зарубежной активностью. В 1968 году была создана холдинговая компания BankAmerica Corporation, в которую вошли активы Банка Америки. В 1971 году банк возглавил Олден Клаусен (A. W. «Tom» Clausen), под его руководством активы к 1975 году достигли $60 млрд, а ко времени его ухода во Всемирный банк в 1981 году — $112,9 млрд. Клаусена сменил 40-летний Сэмюэл Армакост, с его приходом совпало начало проблем; значительный объём сельскохозяйственных кредитов и кредитов странам третьего мира (а они составляли большую часть активов) оказался просроченным. Неожиданно крупнейший банк в мире оказался без денег. Bank of America впервые в своей истории начал массовое сокращение персонала, было закрыто 187 отделений и продан ряд дочерних компаний. В 1986 году First Interstate Bancorp попытался поглотить свою бывшую материнскую компанию, предложив акционерам Банка Америки $2,78 млрд. Вскоре после этого предложения на пост главы Банка вернулся Олден Клаусен. Ему удалось избежать поглощения; за счёт продажи неосновных активов, включая брокерскую контору Charles Schwab Corporation и итальянский филиал, к 1988 году Банк Америки начал снова получать прибыль.
В 1980-х годах в США начался процесс слияний и поглощений банков. Ещё в 1983 году Банк Америки приобрёл Seafirst Bank в Сиэтле, таким образом расширив географию деятельности за пределы Калифорнии. В 1989 году банк вышел на рынки штатов Невада и Вашингтон, купив Nevada First Bank и American Savings Financial Corporation. В 1990 году выручка Банка Америки впервые превысила миллиард долларов, и он стал вторым крупнейшим банком в США, вновь обойдя Chase Manhattan. Серия поглощений продолжилась в 1990-х годах, включая калифорнийский Security Pacific Bank (1992 год), чикагский Continental Illinois (1994 год), Банк Америки по размеру вкладов вновь стал крупнейшим банком США. В 1993 году он стал первым американским банком, открывшим отделение в КНР (в Гуанчжоу). В 1997 году банк предоставил 1,4 млрд долларов США нью-йоркской D. E. Shaw & Co., и это привело к катастрофе. Деньги пропали в результате экономического кризиса в России в 1998 году, и сам Банк Америки был куплен финансовой компанией из Северной Каролины NationsBank.

### NationsBank (Северная Каролина)
Если центром деятельности Банка Америки был юго-запад США, то NationsBank работал на юго-востоке страны. Он образовался в 1991 году в результате слияния нескольких банков. Старейший предшественник был основан в 1874 году в городе Шарлотте штата Северная Каролина под названием Commercial National Bank, в 1957 году объединился со своим многолетним шарлоттским соперником American Trust Co. под именем American Commercial Bank, ставший в 1960 году после слияния с Security National Bank называться Carolina National Bank.
Все эти годы банк оставался финансовым учреждением местного значения. Лишь в 1982 году было сделано первое приобретение за пределами Северной Каролины — куплен First National Bank of Lake City (Флорида). В следующем году банк возглавил Хью МакКолл, начавший совместно с шарлоттским First Union Corporation и другими дружественными банками энергичную экспансию.
Было приобретено более 200 различных банков, включая такие крупные как First RepublicBank Corporation of Dallas (крупнейший банк Техаса, 1988 год) и Citizens & Southern Corporation (Джорджия, 1991 год), после чего банк был переименован в NationsBank и продолжил экспансию, поглотив Maryland National Corporation (Мэриленд, 1992 год), Chicago Research and Trading Group (Иллинойс, 1993 год), BankSouth (Джорджия, 1995 год), Boatmen’s Bancshares (Миссури, 1996 год), Barnett Bank (Флорида, 1997 год), Montgomery Securities (1997 год), и, наконец, Банк Америки (1998 год), приняв имя последнего; это стало крупнейшим слиянием банков на то время. Штаб-квартира банка была оставлена в Шарлотте.

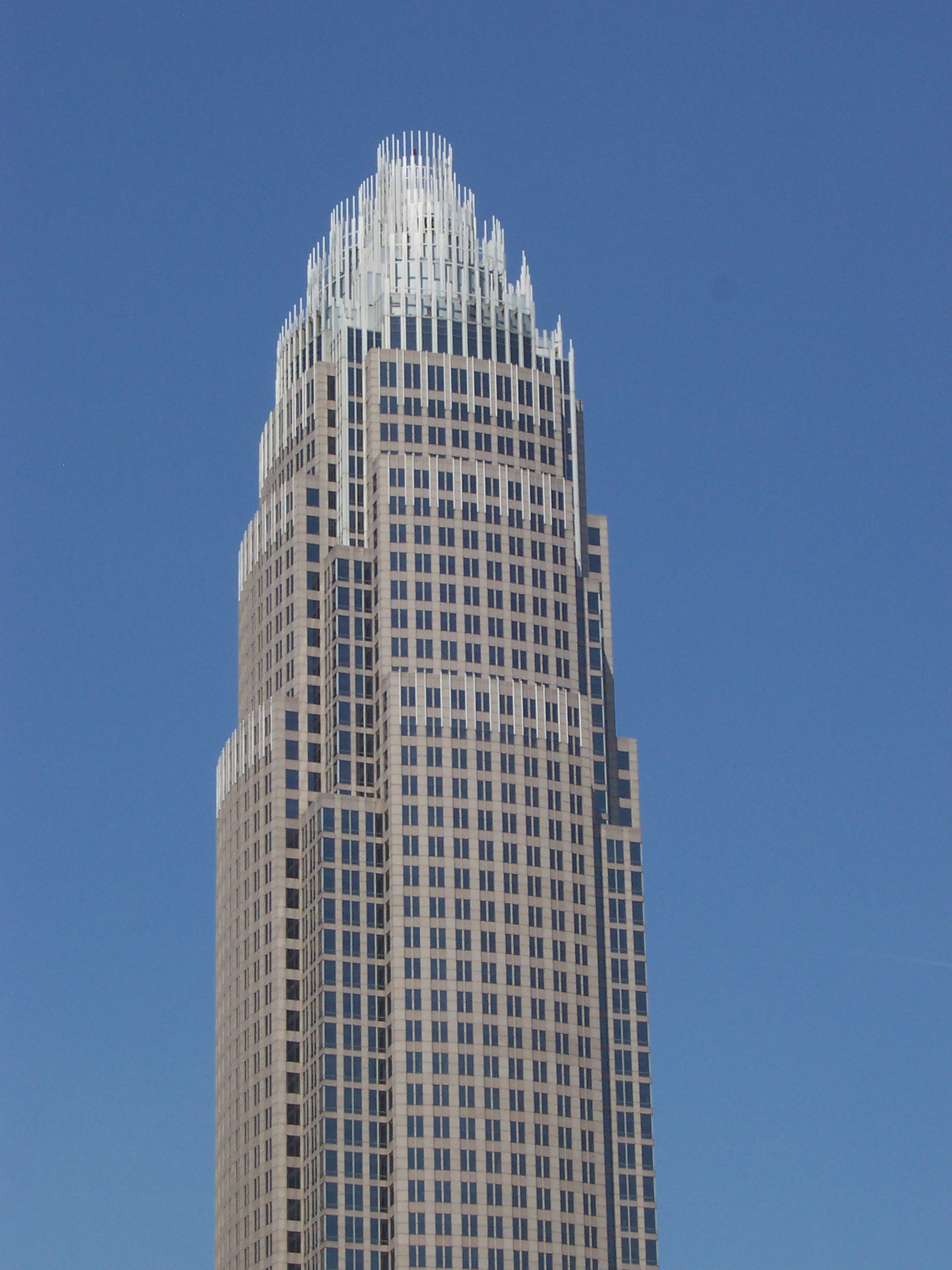
Главная штаб-квартира банка в городе Шарлотт (штат Северная Каролина)

### Банк Америки, Шарлотт
В 1999 году МакКолл передал текущие операции своему преемнику Кену Луису, унаследовавшему в 2001 году от него посты CEO, председатель совета директоров и президента Банка Америки.
В 2004 году был куплен бостонский банк FleetBoston Financial, на то время седьмой крупнейший в США с активами $197 млрд; в 2006 году его сеть отделений в Бразилии, Чили и Уругвае была продана бразильскому банку Banco Itaú. В 2005 году была поглощена мэрилендская компания MBNA, что вывело Банк Америки в мировые лидеры по выпуску кредитных карт. В 2006 году у Charles Schwab Corporation за $3,3 млрд была куплена компания по управлению активами The United States Trust Company. В 2007 году у ABN AMRO за $21 млрд была куплена LaSalle Bank Corporation с большой сетью отделений в штатах Иллинойс, Мичиган и Индиана.
В 2008 году во время мирового экономического кризиса был куплен Merrill Lynch. Стоимость покупки по информации газеты Уолл-стрит джорнал составила $50 млрд. Последнее вызвало резкие нападки на Банк Америки вследствие выявившегося слишком поздно бедственного состояния покупки и тем, что она приобреталась на средства, выделенные правительством на борьбу с финансовым кризисом (эти нападки вылились в иск со стороны инвесторов, по которому Банк Америки в 2012 году заплатил $2,43 млрд). В результате Кен Луис был вынужден с 29 апреля 2009 года передать пост председателя совета директоров Уолтеру Мэсси и к концу года уйти в отставку. На посту СЕО Банка Америки его заменил с 1 января 2010 года Брайан Мойнихэн, присоединившийся к Банку Америки вместе с ФлитБостон банком. Также в 2008 году был куплен ещё один банк, оказавшийся на грани банкротства в результате кризиса, Countrywide Financial (за $4,1 млрд); этот банк специализировался на ипотечном кредитовании. В 2008 году Банк Америки получил $45 млрд от Министерства финансов США (ещё $5 млрд в форме страховки от AIG); в конце 2009 года эти $45 млрд были возвращены.
В 2011 году в связи с падением выручки началась оптимизация деятельности Банка Америки путём сокращения персонала (на 36 тысяч за три года) и продажи отделений в неосновных регионах США. Bank of America 29 августа 2011 года объявил о намерении продать 13,1 млрд акций China Construction Bank группе частных инвесторов за $8,3 млрд. Это была большая часть купленного в 2005 году 9-процентного пакета акций одного из крупнейших банков КНР, в сентябре 2013 года была продана оставшаяся часть.
По соглашению с министерством юстиции США, достигнутому в августе 2014 года Bank of America Corporation выплатит штраф в размере $16,65 млрд, чтобы дело о нарушениях при продаже банком ипотечных бумаг в период до кризиса 2008 года не было передано в суд.

## Руководство
Bank of America Corporation, образовавшуюся в 1998 году возглавляет один человек, совмещающий функции председателя совета директоров и главного исполнительного директора (только в 2009 году на несколько месяцев эти функции были разделены); кроме него в совет директоров входят ещё 15 членов, все из них независимые. Совету директоров подотчётно правление, включающее глав подразделений, отделов и некоторых дочерних структур.
Хронология председателей правления:
- 1998—2001 — Хью Макколл (Hugh McColl, род. 18 июня 1935 года), с 1983 года был CEO NationsBank.
- 2001—2009 — Кеннет Льюис(Kenneth D. Lewis, род. 9 апреля 1947 года).

Действующее руководство:

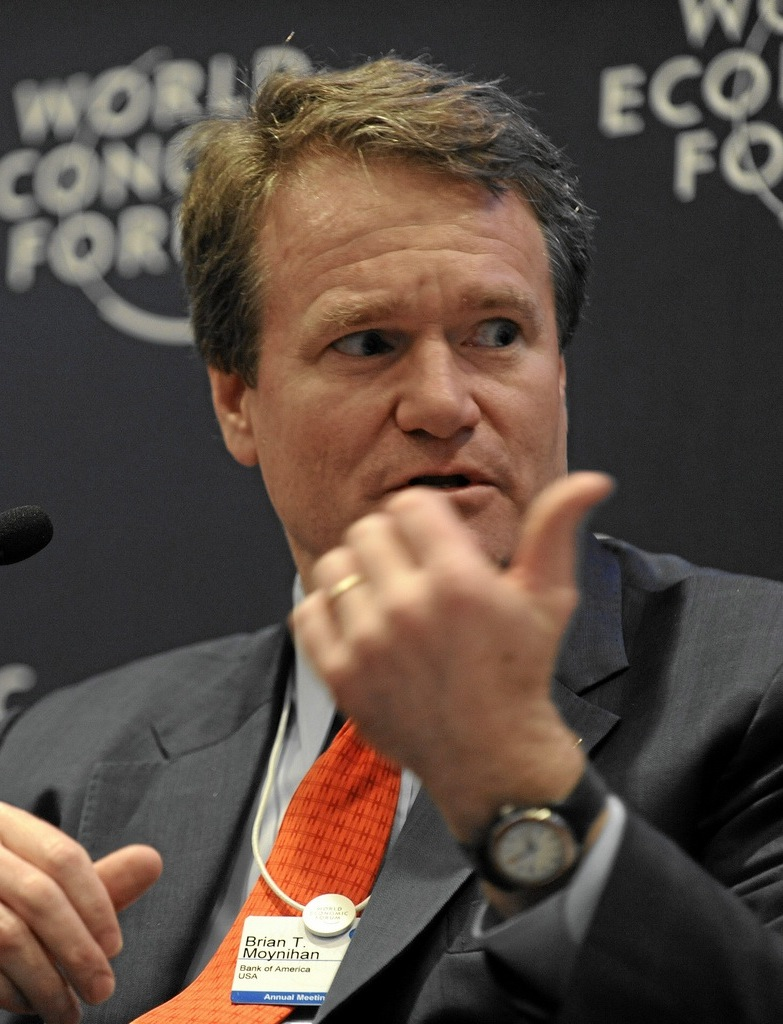
Брайан Мойнихен

- Брайан Мойнихен (Brian Moynihan, род. 9 октября 1959 года в городе Мариетта (штат Огайо)) — председатель правления (с 2014 года), президент и главный исполнительный директор (с 2010 года) Bank of America. Окончил Брауновский университет и Университет Нотр-Дам. С 1993 года работал в финансовой компании англ. FleetBoston Financial, когда она была в 2004 году поглощена Bank of America, вошёл в состав руководства Банка Америки[21].
- Тхонг Нгуен (Thong M. Nguyen) — вице-председатель с 2018 года.
- Пол Донофрио (Paul M. Donofrio) — главный финансовый директор с 2015 года.
- Дин Атаназия (Dean C. Athanasia) — президент подразделения потребительского банкинга с 2018 года.
- Кэтлин Нокс (Kathleen A. Knox) — президент дочерней компании U.S. Trust с 2017 года.
- Эндрю Зиг (Andrew M. Sieg) — президент дочерней компании Merrill Lynch Wealth Management с 2017 года.
- Катрин Бессан (Catherine P. Bessant) — главный технический директор с 2015 года.
- Томас Монтаг (Thomas K. Montag) — главный операционный директор с 2014 года.
- Шери Бронштейн (Sheri B. Bronstein) — глава кадровой службы с 2015 года.
- Андреа Смит (Andrea B. Smith) — главный административный директор с 2015 года.
- Джеффри Гринер (Geoffrey S. Greener) — главный директор по финансовым рискам с 2014 года.
- Дэвид Ляйтч (David G. Leitch) — юрисконсульт с 2016 года, с 2005 по 2015 год был юрисконсультом Ford Motor Company.

Независимые члены совета директоров:
- Джек Бовендер (Jack O. Bovender, Jr.) — ведущий независимый член совета директоров с 2014 года, ранее возглавлял компанию HCA Inc.
- Шэрон Аллен (Sharon L. Allen) — независимый член совета директоров с 2012 года, ранее работала в аудиторской фирме Deloitte LLP.
- Сьюзан Биз (Susan S. Bies) — независимый член совета директоров с 2009 года, ранее входила в Совет управляющих Федеральной резервной системы, также входит в совет директоров Merrill Lynch International.
- Фрэнк Брэмбл (Frank P. Bramble, Sr.) — независимый член совета директоров с 2006 года, ранее занимал руководящие посты в компаниях MBNA Corporation и MNC Financial Inc. (поглощенных Bank of Amtrica в 2006 и 1993 годах соответственно).
- Пьер де Век (Pierre J. P. de Weck) — независимый член совета директоров с 2013 года, ранее занимал руководящие посты в UBS AG и Deutsche Bank AG.
- Арнольд Дональд (Arnold W. Donald) — независимый член совета директоров с 2013 года, ранее занимал высокие посты в Carnival Corporation, Carnival plc и Monsanto Company.
- Линда Хадсон (Linda P. Hudson) — независимый член совета директоров с 2012 года, ранее была президентом и CEO компании BAE Systems, Inc.
- Моника Лозано (Monica C. Lozano) — независимый член совета директоров с 2006 года, CEO благотворительной организации College Futures Foundation, ранее была председателем медиа-холдинга ImpreMedia LLC.
- Томас Мэй (Thomas J. May) — независимый член совета директоров с 2004 года, ранее возглавлял компанию Eversource Energy.
- Лайонел Ноуэлл (Lionel L. Nowell, III) — независимый член совета директоров с 2013 года, бывший казначей PepsiCo.
- Клэйтон Роуз (Clayton S. Rose) — независимый член совета директоров с 2018 года, ранее был на руководящих постах в JPMorgan Chase, президент Bowdoin College, профессор Гарвардской школы бизнеса, Колумбийского и Нью-Йоркского университетов.
- Майкл Уайт (Michael D. White) — независимый член совета директоров с 2016 года, ранее был председателем и CEO медиакомпании DirecTV, а также CEO компании PepsiCo International.
- Томас Вудс (Thomas D. Woods) — независимый член совета директоров с 2016 года, ранее был на руководящих постах в Canadian Imperial Bank of Commerce.
- Роберт Йост (Robert David Yost) — независимый член совета директоров с 2012 года, бывший главный исполнительный директор AmerisourceBergen Corporation.
- Мария Зубер (Maria T. Zuber) — независимый член совета директоров с 2017 года, вице-президент Массачусетского технологического института, также была старшим научным сотрудником в NASA.

## Деятельность

### Подразделения
Bank of America состоит из пяти основных подразделений:
- Потребительский банкинг (Consumer Banking) — включает депозитную деятельность (обслуживание сберегательных счетов клиентов) и потребительское кредитование, включая обслуживание кредитных карт (в 2020 году объём транзакций по картам составил $385 млрд). Услуги предоставляются частным лицам и мелким предпринимателям в США через сеть из 4300 отделений, 17 тысячи банкоматов, также через мобильные и интернет-приложения; выручка в 2020 году составила $33,3 млрд, чистая прибыль — $6,5 млрд, активы — $989 млрд.
- Глобальное управление активами (Global Wealth & Investment Management) — подразделение состоит из двух дочерних компаний: Merrill Lynch Global Wealth Management (из поглощённой в 2008 году Merrill Lynch) и U.S. Trust; осуществляет управление активами клиентов, у которых на счетах более $250 тысяч; выручка в 2020 году составила $18,6 млрд (из них $15,3 млрд Merrill Lynch), чистая прибыль — $3,08 млрд, активы — $370 млрд, общий баланс счетов клиентов $3,35 трлн, из них $1,41 трлн активы под управлением.

Bank of America оказывает доверительное управление через дочерние компании Merrill Lynch, Pierce, Fenner & Smith Inc. с активами $650 млрд и Managed Account Advisors LLC с активами $250 млрд.
- Глобальный банкинг (Global Banking) — занимается обслуживанием крупных корпораций, компаний и некоммерческих организаций; предоставляет кредиты, размещает акции и проводит финансовые консультации; выручка в 2020 году составила $19 млрд, чистая прибыль — $3,47 млрд, активы — $581 млрд.
- Глобальные рынки (Global Markets) — осуществляет торговлю на фондовых, валютных и товарно-сырьевых биржах; выручка в 2018 году составила $18,8 млрд, чистая прибыль — $5,25 млрд, активы — $617 млрд.
- Прочее (All Other) — подразделение в основном включает низкокачественные ипотечные кредиты; выручка в 2020 году составила $-3,57 млрд, чистый убыток — $407 млн, активы — $264 млрд[23].

### География деятельности
По сравнению с другими глобальными финансовыми конгломератами Bank of America имеет небольшое количество зарубежных дочерних обществ и представительств, большинство из них ранее входили в Merrill Lynch (и продолжают носить это название). В России есть дочерняя компания OOO Merrill Lynch Securities и представительство в Москве.
На США приходится $2,49 трлн из $2,82 трлн активов, $75,6 млрд из $85,5 млрд выручки, $16,7 млрд из $18,9 млрд чистой прибыли; на Европу, Ближний Восток и Африку приходится около 7 % активов, 3,5 % на Азию и 1 % на Латинскую Америку.
На конец 2018 года Bank of America Corporation принадлежало акций других компаний на $598,67 млрд. По отраслям эти инвестиции распределялись следующим образом:
- финансовые компании — 50,2 %
- технологические компании — 12,8 %
- промышленные компании — 6,94 %
- производители потребительских товаров (цикличных) — 6,88 %
- здравоохранение — 7 %
- производители потребительских товаров (нецикличных) — 4,4 %
- энергетика — 3,24 %[26].

По стоимости пакетов акций наиболее значительны Microsoft ($8,8 млрд), Apple ($8,1 млрд), JPMorgan Chase ($6 млрд), Amazon ($5,9 млрд), Cisco ($5,5 млрд), Johnson & Johnson ($4,4 млрд), Pfizer ($3,9 млрд), PepsiCo ($3,6 млрд), Walt Disney Company ($3,6 млрд), Visa, Inc. ($2,1 млрд), Exxon Mobil Corporation ($3,5 млрд), Alphabet (Class A $3,3 млрд), Procter & Gamble ($3,3 млрд), Home Depot ($3,3 млрд), Verizon Communications ($3,2 млрд), Merck & Co, Inc. ($3,2 млрд), Honeywell ($3,1 млрд). Кроме этого значительные суммы компания вкладывает через инвестиционные фонды, управляемые BlackRock (в основном группа котируемых на бирже фондов iShares) и The Vanguard Group, Inc (эти инвестиции относятся к финансовой отрасли, хотя могут реинвестироваться фондами в любые другие отрасли).

### Финансовые показатели
В структуре выручки из $85,5 млрд в 2020 году чистый процентный доход составил $43,4 млрд (процентный доход $51,58 млрд, расход $8,23 млрд). Из других статей дохода наиболее значимы плата, полученная за инвестиционные и брокерские услуги ($14,57 млрд), обслуживание торговых счетов ($8,36 млрд), плата за депозитные и кредитные услуги ($7,14 млрд), плата за обслуживание кредитных карт ($5,66 млрд), доход от инвестиционного банкинга ($7,18 млрд).
В структуре активов из $2,82 трлн на конец 2020 года $928 млрд составляют кредиты и ссуды, $695 млрд — долговые ценные бумаги (облигации и др.), $380 млрд — наличные и депозиты в других банках. В структуре пассивов основную часть занимают принятые депозиты $1,795 трлн, из них $1 трлн — процентные депозиты в США, $555 млрд — беспроцентные депозиты в США, $77 млрд — процентные депозиты в других странах.
|                     | 2001…  | 2006…  | 2011  | 2012  | 2013  | 2014  | 2015  | 2016  | 2017  | 2018  | 2019  | 2020  | 2021  | 2022  |
| ------------------- | ------ | ------ | ----- | ----- | ----- | ----- | ----- | ----- | ----- | ----- | ----- | ----- | ----- | ----- |
| Выручка             | 19,90… | 72,78… | 93,45 | 83,33 | 88,94 | 84,25 | 82,51 | 83,70 | 87,35 | 91,02 | 91,24 | 85,53 | 89,11 | 94,95 |
| Чистая прибыль      | 7,499… | 21,13… | 1,446 | 4,188 | 11,43 | 4,833 | 15,89 | 17,82 | 18,23 | 28,15 | 27,43 | 17,89 | 31,98 | 27,53 |
| Активы              | 645…   | 1467…  | 2296  | 2191  | 2164  | 2146  | 2161  | 2190  | 2269  | 2325  | 2434  | 2820  | 3170  | 3051  |
| Собственный капитал | 48,7…  | 130…   | 229   | 236   | 234   | 238   | 252   | 265,8 | 271,3 | 265,3 | 264,8 | 272,9 | 270,1 | 273,2 |
| Капитализация       |        | 238…   | 56    | 125   | 165   | 188   | 174,7 | 222,2 | 303,7 | 238,3 | 311,2 | 262,2 | 359,4 | 264,9 |

| Банк            | Активы, трлн $ | Депозиты, трлн $ | Собственные средства, млрд $ | Выручка, млрд $ | Чистая прибыль, млрд $ | Рыночная капитализация, млрд $ |
| --------------- | -------------- | ---------------- | ---------------------------- | --------------- | ---------------------- | ------------------------------ |
| JPMorgan Chase  | 3,386          | 2,114            | 279,4                        | 119,5           | 29,13                  | 501,5                          |
| Bank of America | 2,820          | 1,785            | 272,9                        | 85,53           | 17,89                  | 357,3                          |
| Citigroup       | 2,260          | 1,281            | 199,4                        | 74,30           | 11,05                  | 161,5                          |
| Wells Fargo     | 1,955          | 1,404            | 185,9                        | 72,34           | 3,301                  | 186,4                          |

Примечание. Данные за 2020 год, рыночная капитализация на июнь 2021 года.
В списке крупнейших публичных компаний мира Forbes Global 2000 за 2015 год корпорация Bank of America заняла 23-е место, в том числе 11-е по активам, 37-е по рыночной капитализации, 67-е по выручке и 123-е по чистой прибыли, а также 72-е место в списке самых дорогих брендов.
Штаб-квартира находится в городе Шарлотт (Северная Каролина) в корпоративном центре Банка Америки (Bank of America Corporate Center, 100 North Tryon Street, Charlotte, North Carolina); это 265-метровый небоскрёб, строительство которого было завершено в 1992 году. Европейская штаб-квартира находится в Лондоне (Великобритания, Bank of America Merrill Lynch Financial Centre), азиатский операционный центр расположен в Гонконге (Cheung Kong Center).

## Критика
В апреле 2014 года Банк Америки был оштрафован Бюро защиты потребителей финансовых услуг (англ. Consumer Financial Protection Bureau) на $727 млн за неправдивую информацию в телерекламе и взимание платы за не предоставленные услуги (мониторинг счетов кредитных карт, который не производился по 1,9 млн карт).
Также в 2014 году было обнаружено, что часть компьютеров сотрудников банка заражены трояном Tiny Banker.

## Акционеры
На конец 2018 года Bank of America выпустил 9,64 млрд акций, их общая стоимость (рыночная капитализация) на апрель 2019 года составляла $291 млрд. Из общего числа акций 69,41 % принадлежат институциональным инвесторам. Крупнейшие из них:
| Название акционера                     | Количество акций, млн | Процент | Стоимость пакета |
| -------------------------------------- | --------------------- | ------- | ---------------- |
| Berkshire Hathaway, Inc.               | 896,17                | 9,30    | $27,06 млрд      |
| The Vanguard Group, Inc.               | 660,11                | 6,85    | $19,93 млрд      |
| BlackRock, Inc.                        | 596,88                | 6,19    | $18,01 млрд      |
| State Street Corporation               | 391,44                | 4,06    | $11,81 млрд      |
| FMR LLC                                | 334,70                | 3,47    | $10,1 млрд       |
| Wellington Management Company LLP      | 212,18                | 2,20    | $6,40 млрд       |
| J.P. Morgan Investment Management Inc. | 158,18                | 1,64    | $4,77 млрд       |
| Geode Capital Management               | 114,69                | 1,19    | $3,46 млрд       |
| Dodge & Cox                            | 114,20                | 1,18    | $3,43 млрд       |
| Norges Bank Investment Management      | 107,79                | 1,11    | $3,23 млрд       |
| Northern Trust Corporation             | 101,95                | 1,06    | $3,08 млрд       |
| Bank of New York Mellon Corporation    | 90,92                 | 0,94    | $2,74 млрд       |
| Harris Associates                      | 81,12                 | 0,84    | $2,44 млрд       |
| Invesco Ltd.                           | 73,10                 | 0,76    | $2,21 млрд       |
| Morgan Stanley                         | 58,97                 | 0,61    | $1,78 млрд       |

## Дочерние компании
Основные дочерние компании на конец 2018 года и их расположение (место регистрации не всегда совпадает с расположением, большинство дочерних компаний в США зарегистрированы во внутренней офшорной зоне, штате Делавэр):
- США:
  - Делавэр: U.S. Trust Company of Delaware
  - Калифорния: BAL Investment & Advisory, Inc.; Banc of America FSC Holdings, Inc.; Banc of America Leasing & Capital, LLC; Bank of America California, National Association; BankAmerica International Financial Corporation; Countrywide Financial Corporation; Countrywide Home Loans, Inc.; ReconTrust Company, National Association
  - Кентукки: BAMS Solutions, Inc.
  - Нью-Джерси: Managed Account Advisors LLC
  - Нью-Йорк: Merrill Lynch Capital Services, Inc.; Merrill Lynch International, LLC; Merrill Lynch Professional Clearing Corp.; Merrill Lynch, Pierce, Fenner & Smith, Incorporated
  - Северная Каролина: BA Credit Card Funding, LLC; BAC North America Holding Company; BANA Holding Corporation; Banc of America Preferred Funding Corporation; Banc of America Public Capital Corp; Bank of America, National Association; Blue Ridge Investments, L.L.C.; BofA Finance LLC; NB Holdings Corporation
  - Техас: Merrill Lynch Commodities, Inc.
  - Флорида: Financial Data Services, LLC
- Австралия: Merrill Lynch (Australia) Futures Limited; Merrill Lynch Equities (Australia) Limited; Merrill Lynch Markets (Australia) Pty. Limited
- Аргентина: Merrill Lynch Argentina S.A.
- Бермуды: Merrill Lynch Credit Reinsurance Limited; Merrill Lynch Reinsurance Solutions LTD
- Бразилия: Bank of America Merrill Lynch Banco Multiplo S.A.; Merrill Lynch S.A. Corretora de Titulos e Valores Mobiliarios
- Великобритания: Merrill Lynch International; ML UK Capital Holdings Limited; Mortgages 1 Limited; Mortgages plc; Wave Lending Limited
- Гонконг: Banc of America Securities Asia Limited; Merrill Lynch (Asia Pacific) Limited; Merrill Lynch Far East Limited
- Джерси: BofAML EMEA Funding Limited; BofAML Jersey Holdings Limited; ML Equity Solutions Jersey Limited
- Израиль: Merrill Lynch Israel Ltd.
- Индия: BA Continuum India Private Limited; DSP Merrill Lynch Limited
- Индонезия: PT Merrill Lynch Sekuritas Indonesia
- Ирландия: Bank of America Custodial Services (Ireland) Limited; Bank of America Merrill Lynch International Designated Activity Company
- Испания: Merrill Lynch Capital Markets Espana, S.A., S.V.
- Канада: BAC Canada Finance Company; BofA Canada Bank; Merrill Lynch Canada Inc.; Merrill Lynch Commodities Canada, ULC
- Китай: BA Electronic Data Processing (Guangzhou) Ltd.
- Китайская Республика: Merrill Lynch Securities (Taiwan) Ltd.
- Люксембург: Merrill Lynch Equity S.a.r.l.; Merrill Lynch Luxembourg Finance S.A.
- Малайзия: Bank of America Malaysia Berhad; Merrill Lynch Malaysian Advisory Sdn. Bhd.
- Мексика: Bank of America Mexico, S.A., Institucion de Banca Multiple; Merrill Lynch Mexico, S.A. de C.V., Casa de Bolsa
- Нидерландские Антильские острова: Merrill Lynch International & Co. C.V.
- Нидерланды: Merrill Lynch B.V.
- Острова Кайман: Merrill Lynch Bank and Trust Company (Cayman) Limited
- Россия: OOO Merrill Lynch Securities
- Саудовская Аравия: Merrill Lynch, Kingdom of Saudi Arabia Company
- Сингапур: Bank of America Singapore Limited; Merrill Lynch (Singapore) Pte. Ltd.; Merrill Lynch Global Services Pte. Ltd.; Merrill Lynch Markets Singapore Pte. Ltd.
- Таиланд: Merrill Lynch Securities (Thailand) Limited
- Турция: Merrill Lynch Yatirim Bank A.S.
- Чили: Merrill Lynch Corredores de Bolsa SpA
- Швейцария: Merrill Lynch Derivative Products AG
- ЮАР: Merrill Lynch South Africa Proprietary Limited
- Япония: Merrill Lynch Japan Finance GK; Merrill Lynch Japan Securities Co., Ltd.